# 交通联合
全国交通一卡通互联互通（简称：全国交通一卡通、全国一卡通、交通联合）是中华人民共和国交通运输部主导的全国公共交通一卡通工程，由交通运输部指定中国交通通信信息中心的所属公司北京中交金卡科技有限公司承担交通一卡通互联互通清分结算平台的建设及运营工作。
截至2023年12月，全国累计发行交通一卡通互联互通卡（码）3.53亿张，异地交易量已超3.5亿笔，覆盖全国3.8万余条公交线路、44个城市的285条轨道交通线路、3.6万余辆巡游出租汽车等，覆盖了京津冀、长三角、珠三角等多个重点区域。
截止至2025年3月底，全国交通一卡通互联互通项目（“交通联合”项目）已实现全国336个地级及以上城市（含5个示范区）和香港、澳门特别行政区的交通一卡通互联互通。
目前，中国大陸及港澳地區的城市轨道交通系统中，呼和浩特地铁、金华轨道交通及澳門輕軌暂不支持使用交通联合卡。

## 历史[5]
- 2012年12月29日，国务院发布《国务院关于城市优先发展公共交通的指导意见》（国发〔2012〕64号），先后批复江苏、广东、吉林三省开展试点工作。[6]
- 2013年5月10日，按照交通部统一部署，中国交通通信信息中心成立“全国城市公共交通一卡通运营中心”，负责归口管理涉及城市公共交通一卡通的各项工作。[7]
- 2013年6月14日，交通运输部发布《交通运输部关于贯彻落实〈国务院关于城市优先发展公共交通的指导意见〉的实施意见》（交运发〔2013〕368号）。《意见》要求加快信息技术应用，完善移动支付体系建设，推广普及城市公共交通“一卡通”，完善技术标准加快建设互联互通平台，推进互通工作，2020年基本实现全国互联互通[8]。
- 2013年10月21日，北京中交金卡科技有限公司成立，承担全国交通一卡通清分结算平台建设工作。[7]
- 2014年，中国交通通信信息中心先后获得国际标准化组织（ISO）批准的国际卡组织应用服务机构注册识别码（RID码）和发卡机构注册识别码（IIN码）号段资源。[9]RID码用于表明卡组织应用服务机构身份，其组成的应用标识符具有全球唯一性；IIN码的获得者将具有成为卡组织的资格。
- 2015年2月26日，“交通一卡通互联互通”被列为交通运输部2015年贴近民生十件事之一，向社会公布。[10][11]
- 2015年4月30日，交通运输部印发《关于促进交通一卡通健康发展加快实现互联互通的指导意见》（交运发〔2015〕65号）。[12]
- 2015年6月29日，长春市轨道交通集团正式发行新版轨道交通“一卡通”票卡[13]，成为国内首家按交通运输部《城市公共交通IC卡技术规范》（JT/T978-2015）标准发行的轨道交通一卡通。
- 2015年7月15日，交通运输部印发实施《城市公共交通IC卡技术规范》（JT/T 978-2015）。
- 2015年9月28日，交通运输部正式发布实施《全国交通一卡通清分结算业务规则（试行）》、《全国交通一卡通清分结算差错处理办法（试行）》、《全国交通一卡通清分结算争议处理办法（试行）》等相关文件。
- 2015年10月30日，“江苏交通一卡通”公交IC卡在镇江首发。[14]
- 2015年11月5日，长春（轨道）、吉林、通化、保定、枣庄、临沂、镇江、南通、淮安、泰州等10个城市率先完成重点公交线路交通一卡通系统的升级改造和实地测试，初步实现了部分公交线路交通一卡通的互联互通。
- 2015年12月，北京中交金卡科技有限公司获得国家密码管理局颁发的《商用密码产品生产定点单位证书》。
- 2015年12月18日，福建交通一卡通“福路通”卡在南平首发[15]，全国公共交通互联互通城市增加到29个。
- 2015年12月25日，河北交通一卡通在保定举行了首发仪式；北京市政交通一卡通互通卡发行，同时北京139条互联互通试点公交线路投入使用。
- 2016年2月25日，“交通一卡通互联互通”被列为交通运输部2016更贴近民生13件实事之一，向社会发布。
- 2016年4月8日，交通运输部正式发布《交通一卡通移动支付技术规范》（JT/T 1059-2016）系列标准。
- 2016年10月28日，“交通联合”“China T-union”获得国家工商行政管理总局商标局颁发的商标注册证书。
- 2016年12月，上海申城通试运行卡发布。[來源請求]同时该项目初步实现京津冀、长三角、珠三角、长江经济带等多个区域，110个地级以上城市和88个县级市城市交通一卡通互联互通，覆盖约9,000条公交线路、16条地铁线路、47,100个公共自行车桩锁、26,980辆出租车以及6条轮渡线路。全国已有52个城市发行互联互通卡，累计发行约220万张，累计异地交易约153万笔。
- 2017年1月，“交通一卡通互联互通”被列为交通运输部年度重点工作。
- 2017年9月，实现互联互通城市达到165个。[16]
- 2018年1月，交通运输部办公厅印发《交通一卡通运营服务质量管理办法（试行）》（自2018年4月起实施），规范一卡通运营服务。[17]
- 2018年10月，全国31个省（区、市）225个城市接入交通一卡通，已经全面覆盖京津冀、长三角、珠三角等重点区域。全国累计发行交通一卡通互联互通卡2,100万张，异地交易量已超1.1亿笔，支持互联互通终端设备达95万台，涵盖公交车、地铁、出租汽车、轮渡、轻轨、公共自行车等多种出行方式。[18]
- 2019年7月，北京市政交通一卡通有限公司全面取消手机一卡通开卡费。[19]
- 2019年9月16日，中国交通通信信息中心牵头组织开展交通一卡通领域献礼中华人民共和国成立70周年活动。[20]
- 2020年1月17日，“全国交通一卡通互联互通”被列为交通运输部2020年更贴近民生9件实事之一向社会发布，其主要目标为持续扩大交通一卡通全国互联互通覆盖和应用范围，实现300个地级以上城市互联互通，便捷乘客跨城市公交出行；对于交通一卡通互联互通全覆盖（覆盖全部公共交通线路）的城市，不再发行非互联互通卡；推动交通一卡通互联互通实体卡（“交通联合”卡）与移动支付方式的深度融合，提升便捷支付与创新应用能力；拓展交通一卡通在出租汽车、城市轮渡以及公交化运行的道路客运等出行方式的应用。[21]
- 2023年1月19日，交通运输部修订的《城市公共交通IC卡技术规范 第2部分：卡片》（JT/T 978.2-2023）、《城市公共交通IC卡技术规范 第3部分：读写终端》（JT/T 978.3-2023）和《城市公共交通IC卡技术规范 第4部分：信息接口》（JT/T 978.4-2023）正式通过国家标准委员会审核，将在3个月后正式实行。[22]

## 与城市一卡通的区别
2002年，中华人民共和国建设部召开全国建设事业IC卡应用模式和技术发展研讨会，而后陆续颁布14项国家行业标准，形成了一套针对城镇建设智能卡的标准体系。2008年，国务院进行大部制改革，原建设部改为住房和城乡建设部（简称住建部），原建设部指导城市客运的职责整合划入新组建的交通运输部。此时，交通运输部也推出了一卡通标准及专属密钥，惟住建部仍继续实行早期由原建设部统筹的一卡通互联互通工程。2012年，住建部主导的全国城市一卡通互联互通项目正式开通。2014年，交通运输部印发《交通运输部关于做好〈城市公共交通IC卡技术规范（试行）〉验证工作的通知》，规范公共交通一卡通互联互通的技术标准。此后，不同的IC卡发行管理机构在住建部标准和交通运输部标准之间的选择不尽相同，一定程度上阻碍了公共交通一卡通在全国范围内的互联互通。为解决密钥体系系统不同导致不能互通的问题，部分发卡机构发行既包含住建部密钥体系又容纳交通运输部密钥体系的公交卡。

## 特性

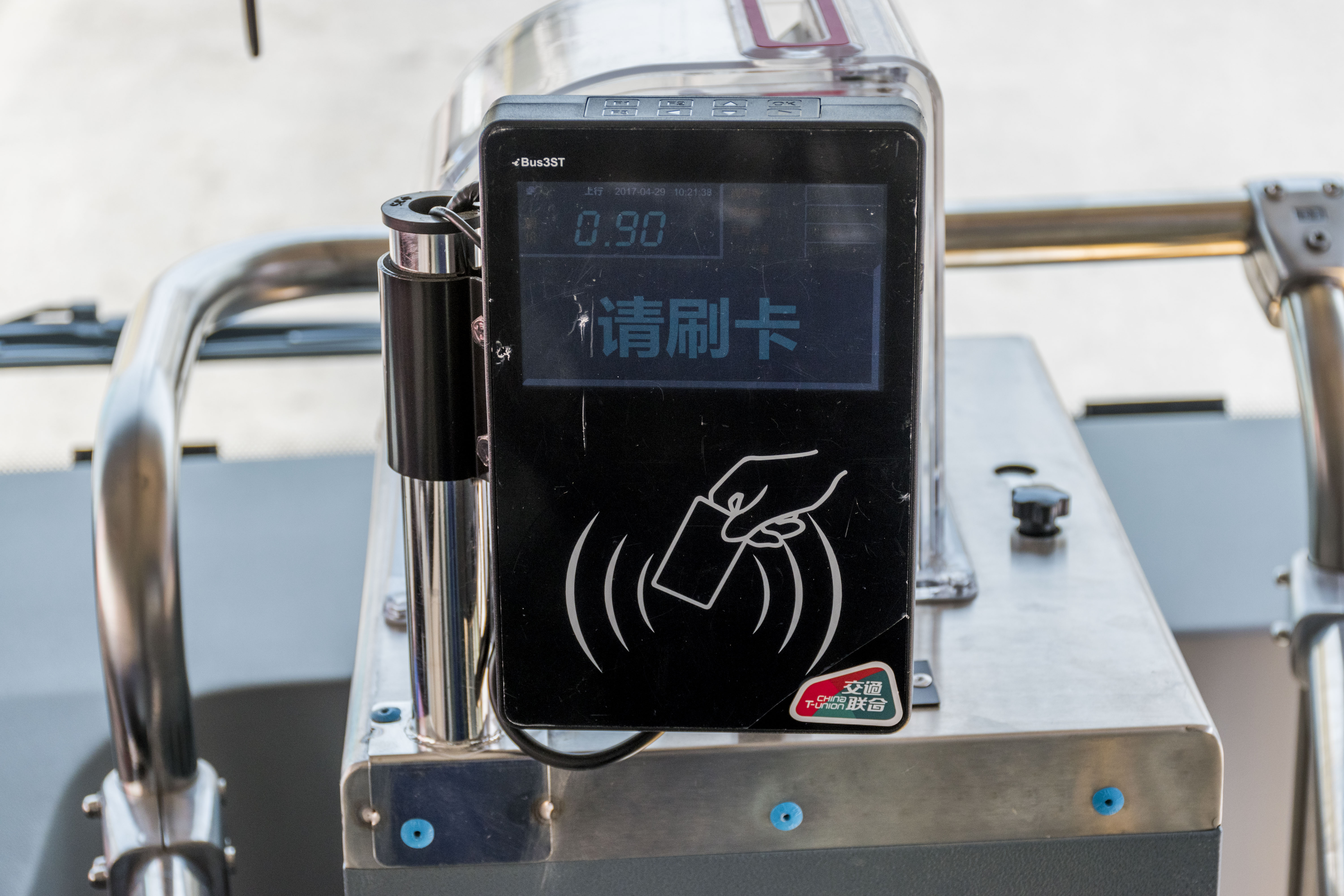
大连公交使用的一台支持“交通联合”的刷卡机。

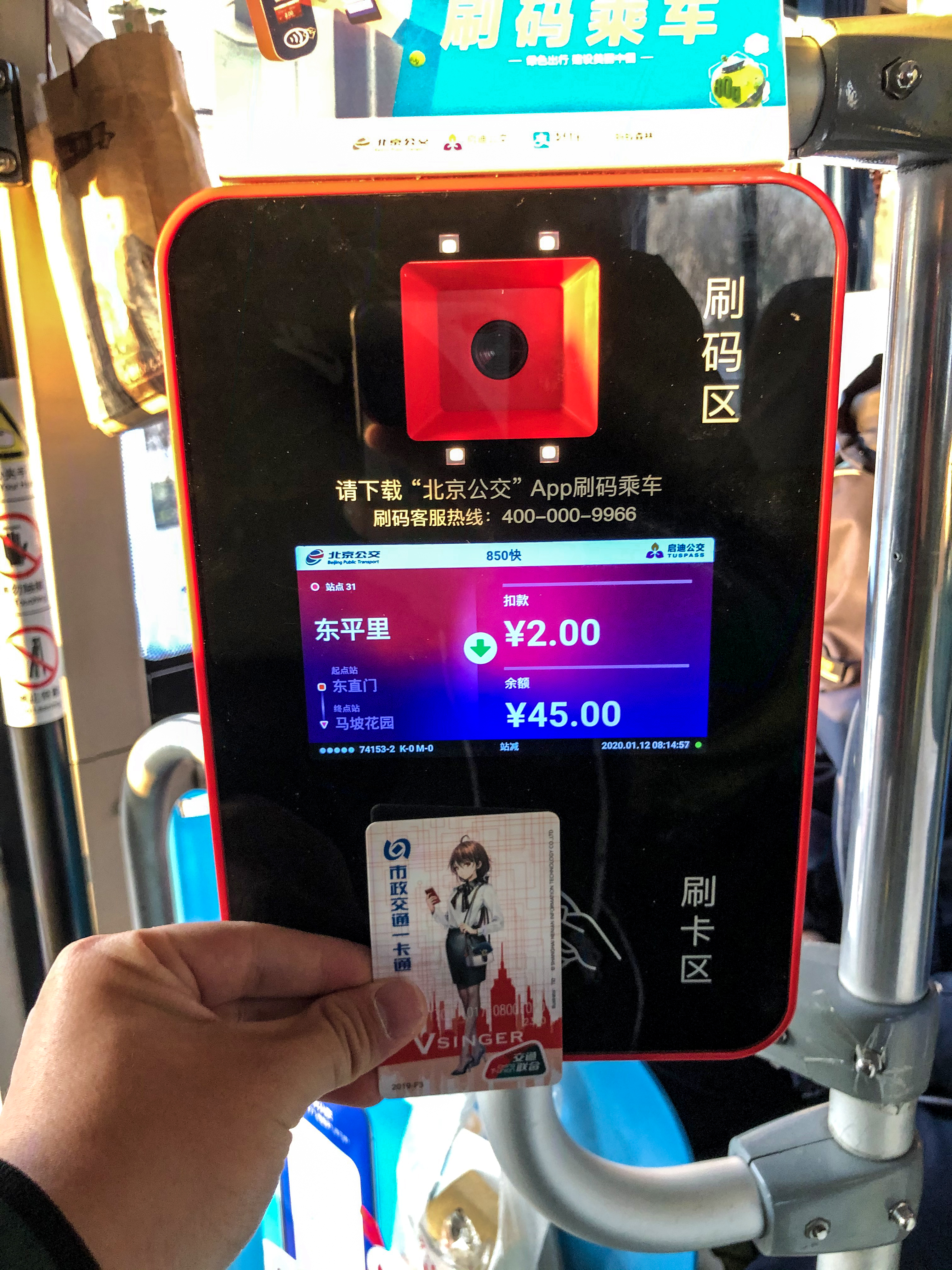
使用北京市政交通一卡通交通联合纪念卡在北京公交刷卡下车

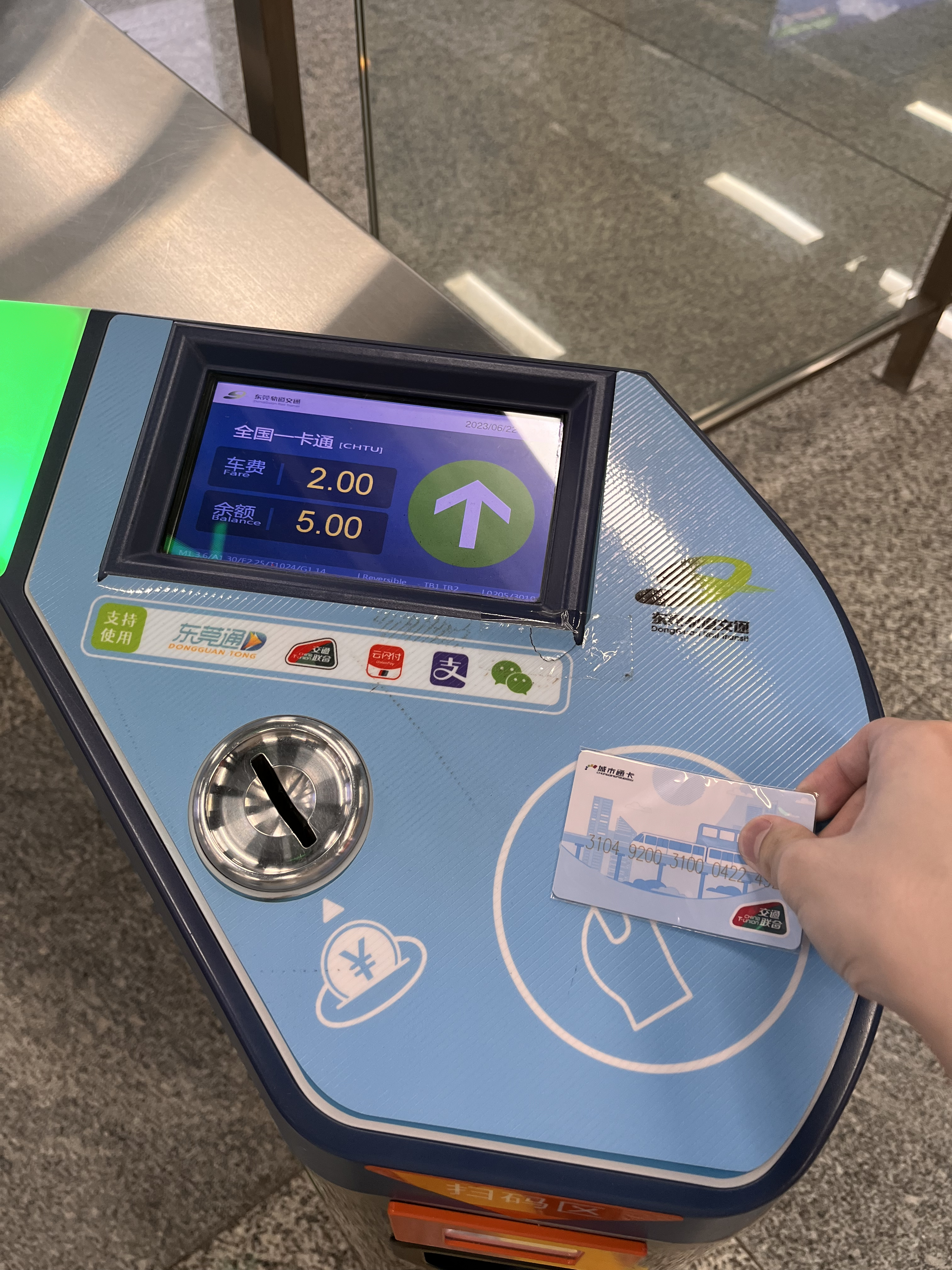
使用交通联合版重庆宜居畅通卡在东莞轨道交通2号线出站

交通一卡通卡上有“交通联合 China T-union”标志，故交通一卡通卡也被称为“交通联合”卡。加入全国交通一卡通互联互通的城市，其发行的带有交通联合标志的一卡通可用于在加入该平台的其他城市中搭乘公交车、地铁、轮渡等公共交通工具。
根据《交通一卡通运营服务质量管理办法（试行）》，交通一卡通原则上具有如下特点，不过部分发卡机构沒有遵守：
- 不记名；[29]
- 不能挂失；[30][31][32]
- 不可异地充值；[33][34]
- 不可异地退卡；
- 不能透支消费。[35]

消费方面，异地用卡时，大部分城市都不对异地卡提供优惠，乘车时所扣费用与投币一致；部分城市签署协议相互给予对方本地优惠；还有部分城市长期或限时无条件给予部分或所有异地一卡通优惠。另外，部分发卡机构发行的交通一卡通在当地消费时不能和当地原本发行的非互通卡享受同等优惠。
交通一卡通卡号为19位数字。前8位为发卡机构识别码（IIN），其中前两位为“31”；最后一位为以Luhn算法計算的校验码。

### 移动设备

#### Android手机
2017年1月13日，福建交通一卡通公司正式发布了“福建出行助手”APP，该APP可以给具有HCE功能的Android手机分配“福路通”虚拟卡。同年9月，小米公交宣布接入吉林通、江苏交通一卡通、广西交通一卡通；10月，华为钱包加入对桂民卡的支持；2018年4月19日，三星智付正式支持吉林通。2019年7月3日，安卓手机用户可免费开通北京市政交通一卡通京津冀互联互通卡，此前已开通过非互联互通卡的手机用户可通过手机“钱包”App（华为钱包或小米钱包）将原卡片免费升级为京津冀互联互通卡。
目前，中国大陆境内绝大多数手机厂商均已上线虚拟交通卡功能。

#### iPhone和Apple Watch
2019年12月11日，岭南通和深圳通发布了次年稍后可以在iPhone或Apple Watch上通过Apple Pay支付费用乘坐公共交通的通告，通告图中虚拟卡的卡面上有“交通联合”标识。
2020年1月13日，北京市政交通一卡通发布消息称，当年稍后可通过Apple Pay开通北京互通卡。
2020年4月8日，Apple Pay正式上线北京互通卡和深圳通交通联合卡。此后，更多交通联合卡陆续在Apple Pay正式上线，包括岭南通·羊城通、江苏交通一卡通·苏州、潇湘一卡通、燕赵通、金陵通、长安通  、江苏交通一卡通·常州。

#### 其它可穿戴设备
除Apple Watch外，部分经由中国内地渠道销售的智能手表、手环等可穿戴设备亦可开通符合全国交通一卡通标准的虚拟卡。

## 使用范围
持有覆盖城市发行带有“交通联合”标识的全国交通一卡通，可作为异地卡在全国其他覆盖城市中带有“交通联合”标识的公交车和地铁终端上刷卡消费，其中列出的城市及线路可以使用全国交通一卡通，但是不排除由于地区白名单更新不及时、地方自定义白名单、白名单丢失或地区关闭交通联合异地交易通道等技术原因导致的交易失败。
部分城市发行全国城市一卡通互联互通和交通联合双標卡，可能導致部分地區的刷卡机无法識別。此外，对于部分城市而言，“全市公交”是指可用异地交通一卡通乘坐当地的全部市区公交，但是城际、城乡、镇村、县城等类型的公交以及当地的民营客运班线可能无法使用带有「交通联合」标志的交通一卡通。「全區/全州/全盟公交」同样。对于城市内建有轨道交通系统的系统，如应用范围内不包括城市轨道交通系统，则该地城市轨道交通系统不支持使用交通联合卡，敬请留意。

### 北京市
可用于全市公交（不包含定制公交和商务班车等线路）、北京地铁和市郊铁路S2线。北京市郊铁路怀密线、副中心线、通密线在通过“北京一卡通”APP实名开通市郊铁路功能后可以乘坐（仅限北京市政交通一卡通公司发行的卡片）。
截至2024年10月，北京公交系统、城市轨道交通系统暂支持北京及其他276个城市/区域所属282个机构发行的“交通联合”卡刷卡使用。未在北京市交通联合卡专有白名单内的卡片无法在北京公交系统、城市轨道交通系统使用。

### 天津市
可用于天津公交、滨海公交、天津交通集团、天津生态城公交及蓟州客运的公交线路及天津地铁。截至2025年7月，交通联合卡暂不支持武清通途客运和静海弘泽客运两家民营公交企业的“村村通”公交班线刷卡乘车。

### 河北省
| 地级市   | 卡名称             | 卡名称             | 应用范围             |
| -------- | ------------------ | ------------------ | -------------------- |
| 石家庄市 | 燕赵通             | 河北交通一卡通     | 全市公交和石家庄地铁 |
| 承德市   | 承德卡             | 河北交通一卡通     | 全市公交             |
| 张家口市 | 张家口卡           | 河北交通一卡通     | 全市公交             |
| 秦皇岛市 | 秦皇岛卡           | 河北交通一卡通     | 全市公交             |
| 唐山市   | 唐山卡             | 河北交通一卡通     | 全市公交             |
| 廊坊市   | 廊坊卡             | 河北交通一卡通     | 全市公交             |
| 保定市   | 保定卡             | 河北交通一卡通     | 全市公交             |
| 沧州市   | 沧州卡             | 河北交通一卡通     | 全市公交             |
| 衡水市   | 衡水卡             | 河北交通一卡通     | 全市公交             |
| 邢台市   | 邢台卡             | 河北交通一卡通     | 全市公交             |
| 邯郸市   | 邯郸卡             | 河北交通一卡通     | 全市公交             |
| 邯郸市   | 邯郸市民卡         |                    | 全市公交             |
| 雄安新区 | 雄安新區交通一卡通 | 雄安新區交通一卡通 | 全区公交             |

### 山西省
| 地级市 | 卡名称         | 卡名称   | 应用范围           |
| ------ | -------------- | -------- | ------------------ |
| 太原市 | 太原公交IC卡   | 畅行通卡 | 全市公交和太原地铁 |
| 大同市 | 大同交通一卡通 | 畅行通卡 | 全市公交           |
| 阳泉市 | 阳泉交通一卡通 | 畅行通卡 | 全市公交           |
| 长治市 | 长治通联卡     | 畅行通卡 | 全市公交           |
| 晋城市 | 晋城公交IC卡   | 畅行通卡 | 全市公交           |
| 朔州市 | 朔州交通一卡通 | 畅行通卡 | 全市公交           |
| 晋中市 | 晋中交通一卡通 | 畅行通卡 | 全市公交           |
| 忻州市 | 忻州交通一卡通 | 畅行通卡 | 全市公交           |
| 吕梁市 | 吕梁公交IC卡   | 畅行通卡 | 全市公交           |
| 临汾市 | 临汾交通一卡通 | 畅行通卡 | 全市公交           |
| 运城市 | 运城交通一卡通 | 畅行通卡 | 全市公交           |

### 内蒙古自治区
| 地级市     | 卡名称             | 卡名称       | 应用范围                 |
| ---------- | ------------------ | ------------ | ------------------------ |
| 呼和浩特市 | 呼和浩特交通一卡通 | 内蒙古一卡通 | 全市公交                 |
| 包头市     | 鹿城通             | 内蒙古一卡通 | 全市公交                 |
| 鄂尔多斯市 | 天骄通             | 内蒙古一卡通 | 全市公交                 |
| 呼伦贝尔市 |                    | 内蒙古一卡通 | 海拉尔区公交             |
| 巴彥淖尔市 |                    | 内蒙古一卡通 | 部分公交                 |
| 赤峰市     | 赤峰交通一卡通     | 内蒙古一卡通 | 部分公交                 |
| 通辽市     |                    | 内蒙古一卡通 | 开鲁县、部分扎鲁特旗公交 |
| 阿拉善盟   | 阿拉善盟交通一卡通 | 内蒙古一卡通 | 阿拉善左旗公交           |
| 兴安盟     |                    | 内蒙古一卡通 | 除扎赉特旗外的全盟公交   |
| 锡林郭勒盟 |                    | 内蒙古一卡通 | 全盟公交                 |
| 乌兰察布市 |                    | 内蒙古一卡通 | 兴和县、凉城县公交       |

乌海市已于2024年09月20日停止发行及使用交通联合卡。

### 辽宁省
| 地级市   | 卡名称             | 应用范围                         |
| -------- | ------------------ | -------------------------------- |
| 沈阳市   | 盛京通             | 全市公交（含有轨电车）和沈阳地铁 |
| 大连市   | 明珠卡             | 全市公交（含有轨电车）和大连地铁 |
| 营口市   | 营口通             | 全市公交                         |
| 盘锦市   | 盘锦公共交通卡     | 全市公交                         |
| 鞍山市   | 鞍山交运通卡       | 全市公交                         |
| 朝阳市   | 朝阳公共交通卡     | 全市公交                         |
| 本溪市   | 本溪公交IC卡       | 全市公交                         |
| 锦州市   | 锦州公共交通卡     | 全市公交                         |
| 铁岭市   | 铁岭全国交通一卡通 | 全市公交                         |
| 葫芦岛市 | 葫芦岛都市畅行卡   | 全市公交                         |
| 阜新市   | 阜新虎跃城市公交卡 | 全市公交                         |
| 抚顺市   | 抚顺城市通         | 全市公交                         |
| 丹东市   | 鸭绿江通           | 全市公交                         |
| 辽阳市   | 辽阳交通一卡通     | 全市公交                         |

### 吉林省
| 地级市           | 卡名称                                             | 应用范围                             |
| ---------------- | -------------------------------------------------- | ------------------------------------ |
| 长春市           | 长春公交IC卡                                       | 全市公交（含有轨电车）和长春轨道交通 |
| 长春市           | 长春轨道交通一卡通                                 | 全市公交（含有轨电车）和长春轨道交通 |
| 长春市           | 吉林通、永吉万联惠民卡（永吉县）                   | 全市公交（含有轨电车）和长春轨道交通 |
| 吉林市           | 吉林通                                             | 全市公交                             |
| 四平市           | 四平城市交通一卡通                                 | 全市公交                             |
| 辽源市           | 辽源市公交一卡通                                   | 全市公交                             |
| 通化市           | 通化交通一卡通 通化县：长白行                      | 全市公交                             |
| 白山市           | 白山交通一卡通                                     | 全市公交                             |
| 白城市           | 鹤城通 镇赉县、通榆县：长白行                      | 全市公交                             |
| 延边朝鲜族自治州 | - 长白行 - 延边市：延边交通一卡通 - 珲春市：唰唰通 | 全州公交                             |
| 松原市           | 松原通                                             | 全市公交                             |
| 长白山管委会     | 长白行                                             | 全管委会公交                         |

### 黑龙江省
| 地级市/区    | 卡名称                     | 应用范围                   |
| ------------ | -------------------------- | -------------------------- |
| 哈尔滨市     | 哈尔滨城市通               | 全市公交、哈尔滨地铁和轮渡 |
| 齐齐哈尔市   | 齐联卡                     | 市区公交                   |
| 七台河市     | 七台河公交IC卡交通联合卡   | 全市公交                   |
| 伊春市       | 伊春交通一卡通             | 嘉荫县公交                 |
| 牡丹江市     | 牡丹江全国交通一卡通公交卡 | 全市公交                   |
| 黑河市       | 黑河市全国交通一卡通       | 全市公交                   |
| 大兴安岭地区 | 大兴安岭加格达奇交通一卡通 | 全区公交                   |
| 绥化市       | 祥和公交卡                 | 全市公交                   |
| 佳木斯市     | 佳木斯全国交通一卡通       | 全市公交                   |
| 大庆市       | 大庆油城公交一卡通         | 部分公交                   |
| 鹤岗市       | 鹤岗全国交通一卡通         | 全市公交                   |
| 鸡西市       | 鸡西交通部卡               | 全市公交                   |
| 双鸭山市     | 双鸭山顺达交通卡           | 部分公交                   |

### 上海市
上海市发行的交通联合卡为上海公共交通卡的交通联合版，包括新版上海都市旅游卡及试运行交通联合卡系统期间发行的“申城通”。可用于全市公交、轮渡、轨道交通、松江有轨电车和市域铁路。
需要注意的是，申城通卡、中华人民共和国成立70周年纪念卡及Apple Pay虚拟卡不能在上海市内的高速收费站、P+R换乘停车场等未进行交通部标准刷卡机具改造的消费领域使用。
2023年6月30日起，上海市社会保障卡服务中心正式开始发行加载交通功能的第三代社保卡。第三代社保卡的交通账户余额最高限额为200元。

### 江苏省
| 地级市   | 卡名称                                         | 卡名称         | 应用范围                                                               |
| -------- | ---------------------------------------------- | -------------- | ---------------------------------------------------------------------- |
| 南京市   | 南京市民卡（金陵通）                           | 江苏交通一卡通 | 全市公交（含有轨电车）、南京地铁、出租车、轮渡和公共自行车及主要停车场 |
| 无锡市   | - 太湖交通卡 - 江阴市：澄通卡 - 宜兴市：陶都通 | 江苏交通一卡通 | 全市公交、无锡地铁和出租车                                             |
| 徐州市   | 淮海通                                         | 江苏交通一卡通 | 全市公交、徐州地铁和出租车                                             |
| 常州市   | 常州市民卡                                     | 江苏交通一卡通 | 全市公交和常州地铁                                                     |
| 苏州市   | 苏州市民卡 昆山市：昆通卡                      | 江苏交通一卡通 | 全市公交、苏州地铁、有轨电车和出租车                                   |
| 南通市   | 南通市民卡                                     | 江苏交通一卡通 | 全市公交和南通轨道交通                                                 |
| 淮安市   | 江淮通                                         | 江苏交通一卡通 | 全市公交、淮安有轨电车和出租车                                         |
| 连云港市 | 连云港市民卡                                   | 江苏交通一卡通 | 全市公交和出租车                                                       |
| 盐城市   | 黄海通                                         | 江苏交通一卡通 | 全市公交（含SRT线路）、出租车和公共自行车                              |
| 扬州市   | 扬州市民卡 仪征市：仪征市民卡                  | 江苏交通一卡通 | 全市公交和出租车                                                       |
| 镇江市   | 镇江公交IC卡 句容市：金陵通交通卡·句容卡       | 江苏交通一卡通 | 全市公交和出租车                                                       |
| 泰州市   | 泰州通                                         | 江苏交通一卡通 | 全市公交和出租车                                                       |
| 宿迁市   | 宿迁市民卡                                     | 江苏交通一卡通 | 全市公交和出租车                                                       |

### 浙江省
| 地级市 | 卡名称 | 应用范围                                     |
| ------ | --- | -------------------------------------------- |
| 杭州市 | 杭州通 | 全市公交（含水上巴士）、杭州地铁             |
| 宁波市 | 甬城通 | 全市公交、宁波轨道交通和宁波城铁             |
| 嘉兴市 | 嘉兴交通一卡通 海宁市：海宁交通IC卡城际通卡 桐乡市：桐乡交通一卡通 嘉善县：嘉善交通一卡通 平湖市：平湖交通一卡通 海盐县：海盐公交一卡通 | 全市公交、嘉兴有轨电车和杭海城际             |
| 绍兴市 | 绍兴通卡 | 全市公交、绍兴轨道交通、绍兴城际和公共自行车 |
| 金华市 | 金华交通一卡通 | 全市公交                                     |
| 台州市 | 台州公共交通卡 | 全市公交、台州轨道交通和轮渡                 |
| 温州市 | 温州公交IC卡 | 全市公交和温州轨道交通                       |
| 丽水市 | 丽水公交IC卡 | 市区公交                                     |
| 湖州市 | 湖州交通一卡通 | 全市公交                                     |
| 衢州市 | 衢州交通一卡通 | 全市公交                                     |
| 舟山市 | 群岛通卡 | 全市公交                                     |

### 安徽省
| 地级市   | 卡名称 | 应用范围               |
| -------- | --- | ---------------------- |
| 合肥市   | 合肥通 | 全市公交和合肥轨道交通 |
| 芜湖市   | 芜湖一卡通 | 全市公交和芜湖轨道交通 |
| 滁州市   | 滁州市辖区：亭城通 定远县：定远公交IC卡 全椒县：全椒县城市公交IC卡 来安县：来安城市公交IC卡 凤阳县：凤阳城市公交卡 明光市：明光城市公交卡 天长市：天长公交IC卡 | 全市公交和滁州轨道交通 |
| 蚌市     | 蚌埠城市通卡 | 全市公交               |
| 阜阳市   | 颍州通 | 全市公交               |
| 马鞍山市 | 马鞍山市民卡 | 全市公交               |
| 淮北市   | 淮北一卡通 | 全市公交               |
| 六安市   | 六安公交一卡通 | 全市公交               |
| 铜陵市   | 铜陵一卡通 | 全市公交               |
| 池州市   | 池州交通一卡通 | 全市公交               |
| 宿州市   | 宿州交通一卡通 | 全市公交               |
| 安庆市   | 安庆中北巴士交通一卡通 | 全市公交               |
| 黄山市   | 黄山智慧行 | 全市公交               |
| 亳州市   | 亳州交通一卡通 | 全市公交               |
| 淮南市   | 淮南畅通卡 | 市区公交               |
| 宣城市   | 宣城公交IC卡 | 全市公交               |

### 福建省
| 地级市/区      | 卡名称         | 卡名称 | 应用范围                                     |
| -------------- | -------------- | ------ | -------------------------------------------- |
| 福州市         | 榕城通         | 福路通 | 全市公交（除旅游专线、环空港线外）和福州地铁 |
| 厦门市         | e通卡          | 福路通 | 全市公交、厦门地铁和部分轮渡                 |
| 漳州市         | 九龙卡         | 福路通 | 全市公交和公共自行车                         |
| 泉州市         | 泉通卡         | 福路通 | 全市公交和公共自行车                         |
| 三明市         | 明通卡         | 福路通 | 全市公交和公共自行车                         |
| 莆田市         | 莆田城市一卡通 | 福路通 | 全市公交和公共自行车                         |
| 南平市         | 武夷通         | 福路通 | 全市公交                                     |
| 龙岩市         | 龙行卡         | 福路通 | 除市区公交以外的公交                         |
| 宁德市         | 福宁通         | 福路通 | 全市公交                                     |
| 平潭综合实验区 | 海峡通         | 福路通 | 全区公交                                     |

### 江西省
| 地级市   | 卡名称         | 应用范围           |
| -------- | -------------- | ------------------ |
| 南昌市   | 洪城一卡通     | 全市公交和南昌地铁 |
| 景德镇市 | 景德镇公交卡   | 全市公交           |
| 萍乡市   | 萍乡交通一卡通 | 全市公交           |
| 九江市   | 九江公交一卡通 | 全市公交           |
| 新余市   | 新余交通一卡通 | 全市公交           |
| 鹰潭市   | 鹰潭互联互通卡 | 全市公交           |
| 赣州市   | 赣州通         | 全市公交           |
| 吉安市   | 吉安通         | 全市公交           |
| 宜春市   | 明月通         | 全市公交           |
| 抚州市   | 抚州交通一卡通 | 全市公交           |
| 上饶市   | 上饶公交IC卡   | 全市公交           |

### 山东省
| 地级市 | 卡名称           | 应用范围                               |
| ------ | ---------------- | -------------------------------------- |
| 济南市 | 泉城通           | 全市公交和济南地铁                     |
| 青岛市 | 琴岛通           | 全市公交（含有轨电车）、青岛地铁和轮渡 |
| 烟台市 | 烟台市民卡       | 全市公交                               |
| 淄博市 | 齐达通           | 全市公交                               |
| 潍坊市 | 潍坊通           | 全市公交                               |
| 枣庄市 | 枣庄市民卡       | 全市公交                               |
| 济宁市 | 济宁交通一卡通   | 市区公交                               |
| 威海市 | 威海市民卡       | 全市公交                               |
| 临沂市 | 沂蒙通           | 全市公交                               |
| 德州市 | 德州交通一卡通   | 全市公交                               |
| 聊城市 | 聊城交通一卡通   | 全市公交                               |
| 滨州市 | 滨州交通一卡通   | 全市公交                               |
| 菏泽市 | 菏泽交通一卡通   | 全市公交                               |
| 东营市 | 东营市交通一卡通 | 全市公交                               |
| 泰安市 | 泰安交通一卡通   | 全市公交                               |
| 日照市 | 日照交通一卡通   | 全市公交                               |

### 河南省
| 地级市   | 卡名称           | 卡名称 | 应用范围               |
| -------- | ---------------- | ------ | ---------------------- |
| 郑州市   | 绿城通           | 轩辕通 | 全市公交和郑州地铁     |
| 洛阳市   | 牡丹智行卡       | 轩辕通 | 全市公交和洛阳轨道交通 |
| 开封市   | 开封交通一卡通   | 轩辕通 | 全市公交               |
| 平顶山市 | 平顶山交通一卡通 | 轩辕通 | 全市公交               |
| 安阳市   | 安阳公交一卡通   | 轩辕通 | 全市公交               |
| 鹤壁市   | 鹤壁公交一卡通   | 轩辕通 | 全市公交               |
| 新乡市   | 新乡公交一卡通   | 轩辕通 | 全市公交               |
| 焦作市   | 焦作公交一卡通   | 轩辕通 | 全市公交               |
| 濮阳市   | 濮阳交通一卡通   | 轩辕通 | 全市公交               |
| 许昌市   | 许昌公交一卡通   | 轩辕通 | 全市公交（含水上巴士） |
| 漯河市   | 漯河公交一卡通   | 轩辕通 | 全市公交               |
| 三门峡市 | 三门峡交通一卡通 | 轩辕通 | 全市公交               |
| 南阳市   | 南阳交通一卡通   | 轩辕通 | 全市公交               |
| 商丘市   | 商丘一卡通       | 轩辕通 | 全市公交               |
| 信阳市   | 茶城通           | 轩辕通 | 全市公交               |
| 周口市   | 周口交通一卡通   | 轩辕通 | 全市公交               |
| 驻马店市 | 天中通卡         | 轩辕通 | 全市公交               |
| 济源市   | 济源公交一卡通   | 轩辕通 | 全市公交               |

### 湖北省
| 地级市/区            | 卡名称              | 应用范围                                   |
| -------------------- | ------------------- | ------------------------------------------ |
| 武汉市               | 武汉通              | 全市公交（含车都有轨电车）、武汉地铁和轮渡 |
| 黄石市               | 黄石公交IC卡        | 全市公交（含有轨电车）                     |
| 十堰市               | 车城通              | 全市公交                                   |
| 宜昌市               | 全国一卡通·湖北宜昌 | 全市公交                                   |
| 襄阳市               | 襄阳全国公交一卡通  | 全市公交                                   |
| 鄂州市               | 鄂州公交IC卡        | 全市公交                                   |
| 荆门市               | 荆门市民卡          | 全市公交                                   |
| 荆州市               | 荆州全国一卡通      | 全市公交                                   |
| 孝感市               | 天仙卡              | 全市公交                                   |
| 黄冈市               | 黄冈全国公交一卡通  | 全市公交                                   |
| 咸宁市               | 咸宁一卡通          | 全市公交                                   |
| 随州市               | 随州一卡通          | 全市公交                                   |
| 潜江市               | 潜江一卡通          | 全市公交                                   |
| 仙桃市               | 仙桃全国一卡通      | 全市公交                                   |
| 天门市               |                     | 全市公交                                   |
| 恩施土家族苗族自治州 | 恩施全国一卡通      | 全州公交                                   |

神农架林区已于2024年6月30日停止发行及使用交通联合卡。

### 湖南省
| 地级市               | 卡名称           | 应用范围                         |
| -------------------- | ---------------- | -------------------------------- |
| 长沙市               | 潇湘一卡通       | 全市公交、长沙地铁（含磁浮S2线） |
| 湘潭市               | 湘潭交通一卡通   | 全市公交和长沙地铁3号线湘潭段    |
| 株洲市               | 株洲公交IC卡     | 全市公交                         |
| 衡阳市               | 衡阳交通卡       | 全市公交                         |
| 邵阳市               | 宝庆一卡通       | 全市公交（除42路）               |
| 岳阳市               | 岳阳通           | 全市公交                         |
| 常德市               | 常德公交IC卡     | 全市公交                         |
| 张家界市             | 张家界一卡通     | 全市公交                         |
| 益阳市               | 银城一卡通       | 全市公交                         |
| 郴州市               | 福城通           | 全市公交                         |
| 永州市               | 永州城市一卡通   | 全市公交                         |
| 怀化市               | 畅乘通卡         | 全市公交                         |
| 娄底市               | 娄底公交卡       | 全市公交                         |
| 湘西土家族苗族自治州 | 湘西州交通一卡通 | 全州公交                         |

### 广东省
| 地级市 | 卡名称      | 卡名称 | 应用范围                                                         |
| ------ | ----------- | ------ | ---------------------------------------------------------------- |
| 广州市 | 羊城通      | 岭南通 | 全市公交（含水上巴士）、广州地铁（含有轨电车）和广东城际所辖线路 |
| 深圳市 | 深圳通      | 岭南通 | 全市公交、深圳地铁、深圳有軌電車和坪山云巴1号线                  |
| 佛山市 | 广佛通      | 岭南通 | 全市公交、佛山地铁（含有轨电车）、广州地铁和广东城际所辖线路     |
| 东莞市 | 东莞通      | 岭南通 | 全市公交、东莞轨道交通和广惠城际                                 |
| 肇庆市 | 肇庆通      | 岭南通 | 部分公交和广肇城际                                               |
| 清远市 | 清远市民卡  | 岭南通 | 全市公交和广清城际                                               |
| 惠州市 | 惠州通      | 岭南通 | 全市公交和广惠城际                                               |
| 韶关市 | 韶州通      | 岭南通 | 全市公交                                                         |
| 珠海市 | 珠海通      | 岭南通 | 全市公交（除港珠澳大橋穿梭巴士珠海口岸）                         |
| 汕头市 | 岭南通·汕头 | 岭南通 | 全市公交和轮渡                                                   |
| 江门市 | 五邑通      | 岭南通 | 全市公交                                                         |
| 湛江市 | 湛江通      | 岭南通 | 全市公交                                                         |
| 茂名市 | 茂城通      | 岭南通 | 全市公交                                                         |
| 梅州市 | 嘉应通      | 岭南通 | 全市公交                                                         |
| 汕尾市 | 红海通      | 岭南通 | 全市公交                                                         |
| 河源市 | 河源粤支付  | 岭南通 | 全市公交                                                         |
| 阳江市 | 漠江通      | 岭南通 | 全市公交                                                         |
| 中山市 | 中山通      | 岭南通 | 全市公交                                                         |
| 潮州市 | 潮州通      | 岭南通 | 全市公交                                                         |
| 揭阳市 | 榕江通      | 岭南通 | 部分公交                                                         |
| 云浮市 | 岭云通      | 岭南通 | 除罗定市外全市公交                                               |

### 广西壮族自治区
| 地级市   | 卡名称                         | 卡名称 | 应用范围                   | 备注                                                                                                   |
| -------- | ------------------------------ | ------ | -------------------------- | --- |
| 南宁市   | 邕桂通                         | 邕桂通 | 全市公交和南宁轨道交通     | 由南宁市市民卡信息服务有限责任公司发行                                                                 |
| 桂林市   | 桂林通卡、桂林市民一卡通       | 桂民卡 | 全市公交（除少数县域路线） | 银行联名卡（桂林市民一卡通）由广西桂林漓江农村合作银行发行，桂林通卡由桂林市鼎睿交通一卡通有限公司发行 |
| 玉林市   | 玉林市民卡、玉林交通旅游一卡通 | 桂民卡 | 全市公交                   | 玉林市民卡为实名制卡，玉林交通旅游一卡通为非实名制卡，均由玉林智慧城市建设有限公司发行                 |
| 柳州市   | 柳州市民卡                     | 桂民卡 | 全市公交                   | 银行联名卡由柳州银行股份有限公司发行，非银行联名卡由广西交通一卡通有限公司发行                         |
| 梧州市   | 梧州通                         | 桂民卡 | 全市公交                   | 由广西交通一卡通有限公司发行                                                                           |
| 北海市   | 北海通                         | 桂民卡 | 全市公交                   | 由广西交通一卡通有限公司发行                                                                           |
| 防城港市 | 防城港通                       | 桂民卡 | 全市公交                   | 由广西交通一卡通有限公司发行                                                                           |
| 钦州市   | 钦州市民卡                     | 桂民卡 | 全市公交                   | 由广西交通一卡通有限公司发行                                                                           |
| 贵港市   | 贵港市民卡                     | 桂民卡 | 全市公交                   | 由广西交通一卡通有限公司发行                                                                           |
| 百色市   | 百色通                         | 桂民卡 | 全市公交                   | 由广西交通一卡通有限公司发行                                                                           |
| 贺州市   | 贺州通                         | 桂民卡 | 全市公交                   | 由广西交通一卡通有限公司发行                                                                           |
| 河池市   | 河池通                         | 桂民卡 | 全市公交                   | 由广西交通一卡通有限公司发行                                                                           |
| 来宾市   | 来宾通                         | 桂民卡 | 全市公交                   | 由广西交通一卡通有限公司发行                                                                           |
| 崇左市   | 崇左通                         | 桂民卡 | 全市公交                   | 由广西交通一卡通有限公司发行                                                                           |

### 海南省
| 地级市             | 卡名称       | 卡名称   | 应用范围               |
| ------------------ | ------------ | -------- | ---------------------- |
| 海口市             | 海口公交IC卡 | 极智出行 | 全市公交               |
| 儋州市             | 儋州通       | 极智出行 | 全市公交               |
| 澄迈县             |              | 极智出行 | 全县公交               |
| 五指山市           |              | 极智出行 | 全市部分公交           |
| 琼海市             |              | 极智出行 | 全市部分公交           |
| 文昌市             |              | 极智出行 | 全市公交               |
| 定安县             |              | 极智出行 | 全县部分公交           |
| 昌江黎族自治县     |              | 极智出行 | 全县部分公交           |
| 乐东黎族自治县     |              | 极智出行 | 全县部分公交           |
| 琼中黎族苗族自治县 |              | 极智出行 | 全县部分公交           |
| 三亚市             | 天涯行       | 天涯行   | 全市公交和三亚有轨电车 |
| 万宁市             | 天涯行       | 天涯行   | 全市公交               |
| 陵水黎族自治县     | 天涯行       | 天涯行   | 部分公交               |
| 临高县             | 天涯行       | 天涯行   | 全县公交               |

三沙市、东方市、屯昌县、白沙黎族自治县、保亭黎族苗族自治县尚未加入交通联合。

### 重庆市
| 区/县                | 卡名称     | 应用范围                                                                                   |
| -------------------- | ---------- | ------------------------------------------------------------------------------------------ |
| 主城区               | 宜居畅通卡 | 全市常规公交、主城区分段公交、重庆轨道交通、长江索道、皇冠大扶梯、重庆云巴、凯旋路垂直电梯 |
| 江津区               | 宜居畅通卡 | 全市常规公交、主城区分段公交、重庆轨道交通、长江索道、皇冠大扶梯、重庆云巴、凯旋路垂直电梯 |
| 垫江县               | 宜居畅通卡 | 全市常规公交、主城区分段公交、重庆轨道交通、长江索道、皇冠大扶梯、重庆云巴、凯旋路垂直电梯 |
| 万盛经开区           | 宜居畅通卡 | 全市常规公交、主城区分段公交、重庆轨道交通、长江索道、皇冠大扶梯、重庆云巴、凯旋路垂直电梯 |
| 永川区               | 交运通     | 全市常规公交、主城区分段公交、重庆轨道交通、长江索道、皇冠大扶梯、重庆云巴、凯旋路垂直电梯 |
| 南川区               | 交运通     | 全市常规公交、主城区分段公交、重庆轨道交通、长江索道、皇冠大扶梯、重庆云巴、凯旋路垂直电梯 |
| 铜梁区               | 交运通     | 全市常规公交、主城区分段公交、重庆轨道交通、长江索道、皇冠大扶梯、重庆云巴、凯旋路垂直电梯 |
| 大足区               | 交运通     | 全市常规公交、主城区分段公交、重庆轨道交通、长江索道、皇冠大扶梯、重庆云巴、凯旋路垂直电梯 |
| 荣昌区               | 交运通     | 全市常规公交、主城区分段公交、重庆轨道交通、长江索道、皇冠大扶梯、重庆云巴、凯旋路垂直电梯 |
| 綦江区               | 交运通     | 全市常规公交、主城区分段公交、重庆轨道交通、长江索道、皇冠大扶梯、重庆云巴、凯旋路垂直电梯 |
| 璧山区               | 交运通     | 全市常规公交、主城区分段公交、重庆轨道交通、长江索道、皇冠大扶梯、重庆云巴、凯旋路垂直电梯 |
| 万州区               | 交运通     | 全市常规公交、主城区分段公交、重庆轨道交通、长江索道、皇冠大扶梯、重庆云巴、凯旋路垂直电梯 |
| 涪陵区               | 交运通     | 全市常规公交、主城区分段公交、重庆轨道交通、长江索道、皇冠大扶梯、重庆云巴、凯旋路垂直电梯 |
| 黔江区               | 交运通     | 全市常规公交、主城区分段公交、重庆轨道交通、长江索道、皇冠大扶梯、重庆云巴、凯旋路垂直电梯 |
| 合川区               | 交运通     | 全市常规公交、主城区分段公交、重庆轨道交通、长江索道、皇冠大扶梯、重庆云巴、凯旋路垂直电梯 |
| 潼南区               | 交运通     | 全市常规公交、主城区分段公交、重庆轨道交通、长江索道、皇冠大扶梯、重庆云巴、凯旋路垂直电梯 |
| 武隆区               | 交运通     | 全市常规公交、主城区分段公交、重庆轨道交通、长江索道、皇冠大扶梯、重庆云巴、凯旋路垂直电梯 |
| 梁平区               | 交运通     | 全市常规公交、主城区分段公交、重庆轨道交通、长江索道、皇冠大扶梯、重庆云巴、凯旋路垂直电梯 |
| 开州区               | 交运通     | 全市常规公交、主城区分段公交、重庆轨道交通、长江索道、皇冠大扶梯、重庆云巴、凯旋路垂直电梯 |
| 城口县               | 交运通     | 全市常规公交、主城区分段公交、重庆轨道交通、长江索道、皇冠大扶梯、重庆云巴、凯旋路垂直电梯 |
| 丰都县               | 交运通     | 全市常规公交、主城区分段公交、重庆轨道交通、长江索道、皇冠大扶梯、重庆云巴、凯旋路垂直电梯 |
| 巫溪县               | 交运通     | 全市常规公交、主城区分段公交、重庆轨道交通、长江索道、皇冠大扶梯、重庆云巴、凯旋路垂直电梯 |
| 巫山县               | 交运通     | 全市常规公交、主城区分段公交、重庆轨道交通、长江索道、皇冠大扶梯、重庆云巴、凯旋路垂直电梯 |
| 奉节县               | 交运通     | 全市常规公交、主城区分段公交、重庆轨道交通、长江索道、皇冠大扶梯、重庆云巴、凯旋路垂直电梯 |
| 云阳县               | 交运通     | 全市常规公交、主城区分段公交、重庆轨道交通、长江索道、皇冠大扶梯、重庆云巴、凯旋路垂直电梯 |
| 忠县                 | 交运通     | 全市常规公交、主城区分段公交、重庆轨道交通、长江索道、皇冠大扶梯、重庆云巴、凯旋路垂直电梯 |
| 石柱土家族自治县     | 交运通     | 全市常规公交、主城区分段公交、重庆轨道交通、长江索道、皇冠大扶梯、重庆云巴、凯旋路垂直电梯 |
| 彭水苗族土家族自治县 | 交运通     | 全市常规公交、主城区分段公交、重庆轨道交通、长江索道、皇冠大扶梯、重庆云巴、凯旋路垂直电梯 |
| 酉阳土家族苗族自治县 | 交运通     | 全市常规公交、主城区分段公交、重庆轨道交通、长江索道、皇冠大扶梯、重庆云巴、凯旋路垂直电梯 |
| 秀山土家族苗族自治县 | 交运通     | 全市常规公交、主城区分段公交、重庆轨道交通、长江索道、皇冠大扶梯、重庆云巴、凯旋路垂直电梯 |

长寿区尚未加入交通联合（仅可使用交运通卡）。

### 四川省
| 地级市             | 卡名称             | 应用范围                                   |
| ------------------ | ------------------ | ------------------------------------------ |
| 成都市             | 天府通             | 全市公交（除空港线路）、成都地铁和有轨电车 |
| 自贡市             | 自贡通             | 全市公交                                   |
| 攀枝花市           | 攀枝花交通卡       | 全市公交                                   |
| 泸州市             | 酒城一卡通         | 全市无人售票公交                           |
| 德阳市             | 德阳全国交通一卡通 | 全市公交                                   |
| 绵阳市             | 绵州通             | 全市公交                                   |
| 广元市             | 利州通             | 全市公交                                   |
| 遂宁市             | 遂州通             | 全市公交                                   |
| 内江市             | 甜城一卡通         | 全市公交                                   |
| 乐山市             | 乐山交通卡         | 全市公交                                   |
| 南充市             | 南充公交卡         | 全市公交                                   |
| 眉山市             | 眉山全国交通一卡通 | 全市公交                                   |
| 宜宾市             | 宜宾一卡通         | 全市公交                                   |
| 广安市             | 广安全国交通一卡通 | 全市公交                                   |
| 达州市             | 达州通             | 全市公交                                   |
| 雅安市             | 雅安全国交通一卡通 | 全市公交                                   |
| 巴中市             | 巴中全国交通一卡通 | 全市公交                                   |
| 资阳市             |                    | 全市公交                                   |
| 阿坝藏族羌族自治州 |                    | 全州公交                                   |
| 甘孜藏族自治州     | 康定公交一卡通     | 全州公交                                   |
| 凉山彝族自治州     | 月城一卡通         | 全州公交                                   |

### 贵州省
| 地级市                 | 卡名称                    | 应用范围               |
| ---------------------- | ------------------------- | ---------------------- |
| 贵阳市                 | 一应黔行                  | 全市公交和贵阳轨道交通 |
| 六盘水市               | 凉都市民卡                | 全市公交               |
| 遵义市                 |                           | 全市公交               |
| 安顺市                 |                           | 全市公交               |
| 铜仁市                 | 黔通·桃源卡               | 全市公交               |
| 黔西南布依族苗族自治州 | 兴义市：黔通·兴义卡       | 全州公交               |
| 毕节市                 | 同心市民卡 大方县：九驿通 | 全市公交               |
| 黔东南苗族侗族自治州   |                           | 全州公交               |
| 黔南布依族苗族自治州   |                           | 全州公交               |

### 云南省
| 地级市               | 卡名称           | 应用范围           |
| -------------------- | ---------------- | ------------------ |
| 昆明市               | 昆明智慧通       | 全市公交和昆明地铁 |
| 曲靖市               | 曲靖市公交乘车卡 | 全市公交           |
| 保山市               | 保山公交IC卡     | 全市公交           |
| 玉溪市               |                  | 全市公交           |
| 昭通市               |                  | 全市公交           |
| 丽江市               |                  | 全市公交           |
| 普洱市               |                  | 全市公交           |
| 临沧市               |                  | 全市公交           |
| 楚雄彝族自治州       | 好运通           | 全州公交           |
| 德宏傣族景颇族自治州 | 彩云交通卡       | 芒市公交           |
| 文山壮族苗族自治州   |                  | 全州公交           |
| 红河哈尼族彝族自治州 |                  | 全州公交           |
| 西双版纳傣族自治州   |                  | 全州公交           |
| 大理白族自治州       |                  | 部分公交线路       |
| 怒江傈僳族自治州     |                  | 全州公交           |
| 迪庆藏族自治州       |                  | 全州公交           |

### 西藏自治区
| 地级市   | 卡名称         | 应用范围 |
| -------- | -------------- | -------- |
| 拉萨市   | 西藏交通一卡通 | 全市公交 |
| 日喀则市 | 西藏交通一卡通 | 全市公交 |
| 昌都市   | 西藏交通一卡通 | 全市公交 |
| 林芝市   | 西藏交通一卡通 | 全市公交 |
| 山南市   | 西藏交通一卡通 | 全市公交 |
| 那曲市   | 西藏交通一卡通 | 全市公交 |
| 阿里地区 | 西藏交通一卡通 | 全区公交 |

### 陕西省
| 地级市   | 卡名称         | 应用范围                     |
| -------- | -------------- | ---------------------------- |
| 西安市   | 长安通         | 全市公交、西安地铁和西安云巴 |
| 西咸新区 | 西咸一卡通     | 全区公交和西安地铁           |
| 咸阳市   | 咸阳公交一卡通 | 全市公交和西安地铁           |
| 铜川市   | 铜川交通一卡通 | 全市公交                     |
| 宝鸡市   | 宝鸡公交IC卡   | 全市公交                     |
| 渭南市   | 渭南通         | 全市公交                     |
| 延安市   | 延安公交一卡通 | 全市公交                     |
| 汉中市   | 天汉通         | 全市公交                     |
| 榆林市   | 驼城通         | 全市公交                     |
| 安康市   | 安康公交一卡通 | 全市公交                     |
| 商洛市   | 商洛公交一卡通 | 全市公交                     |

杨凌示范区已于2024年10月31日停止发行及使用交通联合卡。

### 甘肃省
| 地级市         | 卡名称             | 卡名称     | 应用范围                     |
| -------------- | ------------------ | ---------- | ---------------------------- |
| 兰州市         | 飞天卡             | 丝路任我行 | 全市公交、兰州轨道交通和轮渡 |
| 兰州市         | 兰州公交集团IC卡   | 丝路任我行 | 全市公交、兰州轨道交通和轮渡 |
| 兰州市         | 兰州轨道交通一卡通 | 丝路任我行 | 全市公交、兰州轨道交通和轮渡 |
| 兰州新区       | 兰州新区公交卡     | 丝路任我行 | 可用于全区公交               |
| 嘉峪关市       |                    | 丝路任我行 | 全市公交                     |
| 金昌市         |                    | 丝路任我行 | 全市公交                     |
| 白银市         |                    | 丝路任我行 | 全市公交（除靖远少数线路外） |
| 天水市         |                    | 丝路任我行 | 全市线路                     |
| 张掖市         |                    | 丝路任我行 | 全市公交                     |
| 平凉市         |                    | 丝路任我行 | 全市公交                     |
| 酒泉市         |                    | 丝路任我行 | 全市公交                     |
| 庆阳市         |                    | 丝路任我行 | 部分公交线路                 |
| 定西市         |                    | 丝路任我行 | 全市公交                     |
| 陇南市         |                    | 丝路任我行 | 全市公交                     |
| 临夏回族自治州 |                    | 丝路任我行 | 全州公交                     |
| 甘南藏族自治州 |                    | 丝路任我行 | 全州公交                     |

武威市已于2024年7月1日停止发行及使用交通联合卡

### 青海省
| 地级市               | 卡名称     | 应用范围 |
| -------------------- | ---------- | -------- |
| 西宁市               | 夏都通     | 全市公交 |
| 海东市               | 大美青海行 | 全市公交 |
| 黄南藏族自治州       | 大美青海行 | 全州公交 |
| 玉树藏族自治州       | 大美青海行 | 全州公交 |
| 海西蒙古族藏族自治州 | 大美青海行 | 全州公交 |

海北藏族自治州、海南藏族自治州、果洛藏族自治州尚未加入交通联合。

### 宁夏回族自治区
| 地级市   | 卡名称         | 应用范围 |
| -------- | -------------- | -------- |
| 银川市   | 银川交通一卡通 | 全市公交 |
| 吴忠市   |                | 全市公交 |
| 石嘴山市 | 石嘴山市卡     | 全市公交 |
| 固原市   | 六盘通         | 全市公交 |
| 中卫市   | 中卫公交IC卡   | 全市公交 |

### 新疆维吾尔自治区（新疆生产建设兵团）
| 地级市                                      | 卡名称               | 应用范围               |
| ------------------------------------------- | -------------------- | ---------------------- |
| 乌鲁木齐市                                  | 红山一卡通           | 全市公交和乌鲁木齐地铁 |
| 克拉玛依市                                  |                      | 全市公交               |
| 哈密市                                      | 哈密智慧城市一卡通   | 全市公交               |
| 昌吉回族自治州                              | /                    | 全州公交               |
| 伊犁哈萨克自治州                            | 伊宁公交IC卡         | 全州公交               |
| 博尔塔拉蒙古自治州                          | 博乐一卡通           | 全州公交               |
| 巴音郭楞蒙古自治州                          | 库尔勒智慧城市一卡通 | 全州公交               |
| 克孜勒苏柯尔克孜自治州                      | 阿图什公交互联互通卡 | 全州公交               |
| 阿克苏地区                                  | 阿克苏公交IC卡       | 全區公交               |
| 喀什地区                                    | 喀什智慧城市一卡通   | 全區公交               |
| 塔城地区                                    | /                    | 全區公交               |
| 阿勒泰地区                                  | 阿勒泰智慧城市一卡通 | 全區公交               |
| 阿拉尔市 （新疆生产建设兵团第一师）         | 金垦卡               | 部分公交线路           |
| 铁门关市 （新疆生产建设兵团第二师）         | 金垦卡               | 部分公交线路           |
| 图木舒克市 （新疆生产建设兵团第三师）       | 金垦卡               | 部分公交线路           |
| 五家渠市 （新疆生产建设兵团第六师）         | 金垦卡               | 部分公交线路           |
| 石河子市 （新疆生产建设兵团第八师）         | 金垦卡               | 部分公交线路           |
| 北屯市 （新疆生产建设兵团第十师）           | 金垦卡               | 部分公交线路           |
| 乌鲁木齐市西郊 （新疆生产建设兵团第十二师） | 金垦卡               | 部分公交线路           |
| 新星市 （新疆生产建设兵团第十三师）         | 金垦卡               | 部分公交线路           |
| 昆玉市 （新疆生产建设兵团第十四师）         | 金垦卡               | 部分公交线路           |

吐鲁番市、和田地区、双河市、可克达拉市、胡杨河市、白杨市尚未加入交通联合。

### 香港特别行政区
根據2020年8月28日南華早報報導，香港八達通公司公佈有意加入交通聯合，並在2021年4月獲得行政總裁李俊明接受星島日報專訪時證實，並計劃同步發行雙芯片卡方便互通。另外八達通亦有計劃加入東亞智能卡組織GLOPAS，將可在新加坡、韓國、泰國、澳門等地利用八達通App的二維碼進行支付。
2022年6月21日，八達通公司公佈已達成與交通聯合的合作關係，將來八達通可直接在已加入交通聯合的城市的交通上使用，預計在2023年第二季實施。
其後八達通公司宣佈將於2023年第二季起加入交通聯合，並推出八達通全國通卡。2023年4月14日，帶有交通聯合標誌的嶺南通·八達通在廣州正式發行，持卡可通行全中國327座城市，限量線上首發銷售1000張，但只限中國內地銷售，而香港八達通公司則因計劃發行直接使用八達通港幣錢包的交通聯合版八達通卡而選擇不發行對應產品。

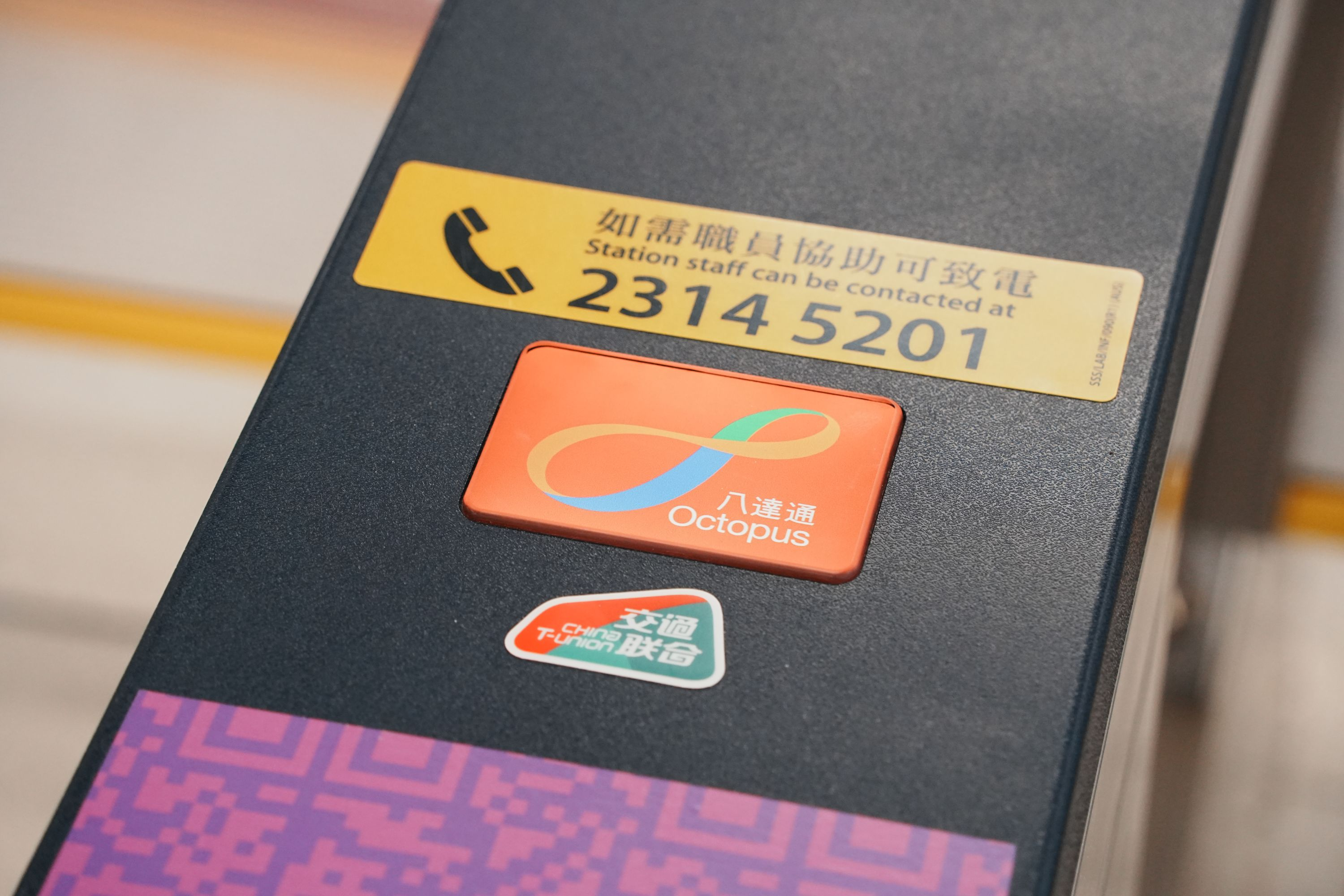
港铁车站内支持读取交通联合卡的闸机

2023年8月30日，帶有交通聯合標誌的深港一卡通正式發行。
2024年3月初，八達通公司宣佈推出「全國通」交通卡，並於3月26日正式上市。根据八达通公司的说明，使用八达通—全国通卡在内地消费时需加收3%的“跨境八达通（非港币）交易费用”。與此同時，港珠澳大橋穿梭巴士（金巴）則成為香港首間接受使用由内地发行的交通聯合一卡通支付车费的运输企业，但只可用於香港口岸出發的兩部自助售票機。然而，八達通全國通上市後，即被發現有若干地點刷卡失敗。
2025年2月，据社交媒体发布信息，部分港鐵车站的闸机上有已经预留好疑似交通联合的标识位置，且用黑色胶带覆盖。八達通公司表示，為配合香港旅遊業發展藍圖2.0，港鐵將在2025年上旬啟用交通聯合，亦會在稍後時間推出旅客版交通聯合八達通。
2025年3月22日起，港鐵啟用交通聯合卡乘搭市區九綫列車（機場快綫、東鐵綫頭等車廂除外），乘客可使用在香港以外城市发行的“全国交通一卡通”，在附有“交通联合”标志的指定闸机乘车。使用交通联合卡的车资与使用八达通相同，并实时以人民币汇率兑换港币完成车资结算，入閘前餘額不能少於50元人民幣。

### 澳門特別行政區
2018年1月24日，中国交通通信信息中心副主任林榕带队赴澳门万达通信息科技公司进行全国交通一卡通互联互通工作交流，澳门万达通信息科技公司先后组织开展了交通运输部标准全国交通一卡通互联互通在澳门的测试工作，完成了系统、终端、卡片等技术对接工作，目前已具备加入全国交通一卡通互联互通的条件。1月25日，中国交通通信信息中心一行又到交通事务局进行交流调研，澳门交通事务局也表示希望能够尽快加入到全国交通一卡通互联互通中。
2023年8月11日，澳門特區第五任行政長官賀一誠回覆澳門立法會間選議員胡祖質詢時表示，正在與中國內地相關部門磋商交通聯合一卡通在澳使用問題以及澳門通卡在中國內地可使用，當時期望能夠盡快落實。
2023年11月，在《運輸工務領域2024年財政年度施政方針》中，當中包括爭取交通聯合等支付方式，納入可於澳門巴士上使用。
2024年11月，据社交媒体相关消息，澳门公交可以使用交通联合卡刷卡乘车。早在2024年10月下旬，澳門通股份有限公司代表表示將於年內推出“澳门通‧全国通”卡。
2024年12月4日，交通事務局宣佈正式加入“全國交通一卡通互聯互通”，同日起推出帶有“交通聯合”標識的“澳門通—全國通”卡，全澳公共巴士接受帶有“交通聯合”標誌的全國通卡拍卡支付車資，非澳門發行的全國通卡暫不享有車資優惠。
2024年12月20日，帶有交通聯合標誌的嶺南通·澳門通在廣東省廣州市正式發行，半個月後，深圳通与澳门通联合发行的深澳一卡通亦正式發行。
2025年8月20日，珠海通與澳門通聯合發行的珠澳聯名公交卡正式發行。
目前，港珠澳大橋穿梭巴士在澳門口岸以及澳門輕軌仍未能使用交通聯合。

## 未来发展
2018年，匈牙利政府邀请中国交通通信信息中心有关领导，讨论在匈各地交通网络内引入交通联合的可行性，或将促成交通联合覆盖范围首次扩展到境外国家。